# Tamaricella remanei
Tamaricella remanei är en insektsart som beskrevs av Irena Dworakowska 1971. Tamaricella remanei ingår i släktet Tamaricella och familjen dvärgstritar. Inga underarter finns listade i Catalogue of Life.